# Das Bild der Frau in der Schweizer Filmwochenschau
Das Bild der Frau in der Schweizer Filmwochenschau ist ein 75-minütiger Dokumentarfilm von Lucienne Lanaz, Anne Cuneo, Erich Liebi, Urs Bolliger.

## Handlung
Das Bild der Frau in der Schweizer Filmwochenschau / Ciné-Journal au féminin analysiert die Schweizer Filmwochenschau, Ciné-Journal Suisse. Es ist der ersten Dokumentarfilm, der die Rolle der Frau in der Schweizer Filmwochenschau (1940–1975) thematisiert. Die Autorinnen fragten sich wie sich welche Frauen in diesem repräsentativen Medium abgebildet finden und welche Rollen und Kommentare ihnen vorbehalten waren. Ausgehend von der Recherche mit den Originalen im Archiv und seinen Mitarbeitern, mit weiterführenden Materialien und Recherchen zu den vorgefundenen Themen, und mit einer Mischung aus Dokumentation, Originalmaterial, gezeichneter Animation und Kommentar, wird die Handlung montiert. Untersucht werden sowohl das Konzept der Sendung, die Stimmung der Zeit, das Interesse der Regisseurinnen und das Verhalten der jeweiligen Akteure. Der Film stellt so auch eine Reflexion über die Medien und ihren Gebrauch dar. In gemeinsamer Regie entstand 1979/80 eine 75-minütige Analyse zur Repräsentation von Frauen in diesem Schweizer Informationsmedium.

## Hintergrund
Die Schweizer Filmwochenschau strahlte in den 1940er-Jahren bis 1975 im Kino vor dem Hauptfilm aktuelle Informationen aus die objektiv informieren und unabhängigen Geist stärken sollten. Von 9000 Beiträgen ging es in 300 davon auch um Frauen, in 12 nur um Frauen.
«Die 1970er Jahre markieren einen Wendepunkt für die Frauen auch in der Filmbranche, wo Filmemacherinnen auch den Platz der Frau in der Schweizer Gesellschaft und in den Medien hinterfragen. In der zweiten Hälfte der 1970er Jahre analysierten so zum Beispiel auch Lucienne Lanaz und Anne Cunéo die Schweizer Filmwochenschau, eine damals noch nicht digitalisierte Sammlung und schwer zugängliche Sammlung. Sie sahen sich etwa hundert Stunden Filmmaterial an, um die Stellung der Frau in diesem Medium zu analysieren. Sie drehten daraufhin den Dokumentarfilm Ciné Journal au féminin (1979), der verschiedene Themen aus der Filmwochenschau (Familie, Arbeit, Politik, Sport und Kultur) analysiert. Dieser trotz der Ernsthaftigkeit des Themas humorvolle Film wird derzeit im Rahmen des Programms „Cinéma Pionnières 1971-1981“ der Solothurner Filmtage online präsentiert.» Memoriav Januar 2021

## Filmdaten
- Titel: Das Bild der Frau in der Schweizer Filmwochenschau / Ciné-Journal au Féminin
- Regie: Anne Cunéo, Lucienne Lanaz, Erich Liebi, Urs Bolliger
- Drehbuch: Anne Cunéo, Eric Liebi
- Kamera: Hans-Toni Aschwanden
- Schnitt: Urs Bolliger, Rainer Maria Trinkler
- Musik: Roger Cunéo, Jean-François Mages
- Produktion: Jura-Film, Grandval
- Land: Schweiz
- Format: 16 mm Farbe + n/b
- Dauer: 75 min
- Entstehungsjahr: 1980
- Verleih/Verkauf: Jura-Films[4] und artfilm[5]

## Weitere Informationen
- Tonmix: Laurent Barbey
- Beleuchtung: Marcel Schüpbach
- Sprecherin: Thérèse Bernhard
- Sprecher: Edgar Wüstendörfer
- Schauspielerin: Geneviève Perret
- Kommentar: Marlis Tschui
- Musik chanson: Femme, Jean-François Mages
- Worte und Stimme chanson Femme: Roger Cunéo
- Gastronomie: Hubert Lanaz
- Exekutiv Produzent: George Reinhard
- Fotos: Marcel Strüebi
- Kreation: Zoë / Trickfilmgestaltung: Martial Wannaz

Unter Beteiligung von Georges Bartels, Konservator der Schweizer Filmwochenschau, Monica Conte Rossini, Jacqueline Cuénod und Bewohnern von Aathal und Lausannes.

## Presse zum Filmstart
- Catherine Schwabb, Par des hommes, pour des hommes. Les actualités télévisées version retro, RTV, 13.03.1980, Seite 10–11
- P.H., Un féminisme de combat, 24 Heures, 19.03.1980
- Freddy Landry, ohne Titel, L’Impartial, 29.03.1980, Seite 14
- Frauen im Abseits der Filmwochenschau, NZZ, 02.04.1980.
- Filmwochenschau übersah die Frauen, Tages-Anzeiger, 02.04.1980.
- Frauen übergangen, Berner Zeitung, 09.04.1980.
- Mariano Morace, Cinegiornale al femminile : l’immagine ufficiale della donna svizzera, Azione, 03.07.1980, Seite 9.

## Kritik
- Hervé Dumont und Maria Tortajada, Cinéjournal au féminin in: Histoire du cinéma suisse 1966-2000, Band I., Lausanne/Hauterive, Cinémathèque suisse/G. Attinger, 2007, Seiten. 360–362

- Hervé Dumont, Ciné-journal suisse au féminin, 1940–1975, Edition Travelling 44–46, Lausanne 1975